# Passagem de tesoura

Le passagem de tesouras ("passage de ciseaux", en portugais) est un mouvement utilisé en Capoeira Angola pour répondre à la tesoura de chão. Il consiste à glisser entre les jambes de l'adversaire, le ventre face au sol, en dirigeant les pieds joints vers le visage de celui-ci.